# Eupseudosoma floridum
Eupseudosoma floridum là một loài bướm đêm thuộc phân họ Arctiinae, họ Erebidae.